# FC Bremerhaven
FC Bremerhaven was een Duitse voetbalclub uit de stad Bremerhaven.

## Geschiedenis
De club werd opgericht in 1899 als FC Bremerhaven-Lehe. In 1900 was de club een van de stichtende clubs van de Duitse voetbalbond. In 1919 werd de naam gewijzigd in VfB Lehe von 1899 (Lehe is een stadsdeel van Bremerhaven) en in 1992 werd de naam gewijzigd in FC Bremerhaven nadat enkele misnoegde fans van het oude TuS Bremerhaven 93, dat in 1974 opgegaan was in OSC Bremerhaven, zich van OSC afsplitsten en zich bij VfB Lehe voegden.
In juni 2012 sloot de club zich bij SC Sparta Bremerhaven aan dat daarop de naam FC Sparta Bremerhaven aannam. Oorspronkelijk wilden de clubs fuseren, maar dit kon niet omdat de club dan niet de plaats in de Bremen-Liga kon overnemen.